# Удовичин шпиц
Удовичин шпиц (енгл. Widow's peak) јесте тачка у облику латиничног слова V у линији косе у средишту чела. Раст косе на челу је потиснут у билатералном пару периорбиталних поља. Без удовичиног шпица, ова поља се спајају на средини чела тако да дају линију косе која иде право преко. Удовичин шпиц настаје када је тачка пресека на челу горњих периметара ових поља нижа него обично.

## Дефиниција
Удовичин шпиц је посебна тачка на линији косе у центру чела; врх има различите степене. Иако се обично учи као пример доминантне наследне особине, не постоје научне студије које би то подржале.

## Узроци
Илај Гав Хинтон и М. Мајкл Коен су претпоставили да је удовичин шпиц аномалија која је резултат ниже од уобичајене тачке пресека билатералних периорбиталних поља супресије раста косе на челу. Ово се може десити зато што су периорбитална поља супресије раста длака мања него обично, или зато што су шире размакнута. Широк размак такође објашњава везу између очног хипертелоризма – то јест, очи су абнормално удаљене једна од друге. Налази у необичном случају очног хипертелоризма у којем је раст околних длака на глави био потиснут ектопичним (помереним) оком сугеришу ту везу. У неким случајевима, удовичин врх је симптом Донеј-Баров синдрома, ретког генетског поремећаја узрокованог мутацијама у ЛРП2 гену. Други генетски синдроми који се повремено повезују са удовичким шпицом укључују Варденбургов синдром и Аарског синдром.
Удовичин шпиц је нешто чешћи код мушкараца, иако је у недавним студијама утврђено да разлика није статистички значајна. Студије међу етничком групом Исоко у Нигерији откриле су да је 15,45% мушкараца имало удовички шпиц у поређењу са 16,36% жена.